# Cephalopholis furcifer
Cephalopholis furcifer, chamada popularmente de piraúna, boquinha, esquentadinho, namorado, pargo-mirim, pargo-pincel e peixe-santo, é um peixe perciforme da família dos epinefelídeos (Epinephelidae), endêmico de zonas costeiras da América do Norte, América Central, Caribe e América do Sul, no Oceano Atlântico.

## Etimologia
O nome popular piraúna deriva do tupi pira'una, no sentido de "peixe, espécie de serra", derivado de pi'ra (peixe) + una (preto, negro). Foi registraeo em ca. 1631 como pirauna. Pargoderiva do latim científico pagrus, uma forma com metátese de pagrus ou phagrus,-i (em sentido específico), por sua vez derivou do grego págros (πάγρος).

## Taxonomia e sistemática
Cephalopholis furcifer foi descrito pela primeira vez por Achille Valenciennes em 1828 sob o nome Serranus furcifer. Depois foi reclassificado no gênero Paranthias. Craig e Hastings (2007) sugeriram a mudança do gênero para Cephalopholis. Espécimes híbridos de C. fulva e C. furcifer foram observados nas ilhas oceânicas brasileiras de Trindade, Atol das Rocas e Fernando de Noronha, e no Atlântico Norte, desde Cuba até as Bermudas. Os híbridos foram inicialmente descritos por Poey em 1860 e 1875 como Menephorus dubius e M. punctiferus.

## Descrição
Cephalopholis furcifer tem corpo ovalado e alongado, de forma fusiforme, com os perfis dorsal e ventral igualmente convexos. A cabeça é pequena, representando menos de um terço do comprimento padrão (CP), e o focinho é mais curto que o olho. A parte posterior da mandíbula superior permanece exposta com a boca fechada, sem a presença de osso acessório acima dela. Apresenta 37 a 38 rastros branquiais e pré-opérculo angulado e serrilhado. A nadadeira dorsal possui nove espinhos e 17 a 19 raios; a nadadeira anal, três espinhos e oito a 10 raios; as peitorais, de 19 a 21 raios; e a caudal é profundamente côncava. As escamas laterais são ásperas, com 69 a 77 dispostas ao longo da linha lateral. Os adultos exibem coloração marrom-avermelhada a arroxeada na parte superior do corpo e rosada na região inferior, com cinco a seis manchas claras ou escuras no dorso e na base da cauda; as nadadeiras são avermelhadas. Os juvenis, por sua vez, são geralmente de coloração amarela brilhante, com cinco pequenas manchas escuras ao longo da parte superior do dorso. O comprimento pode atingir até 40 centímetros.

## Distribuição e habitat
Cephalopholis furcifer está presente na América do Norte (Estados Unidos e México), América Central (Belize, Guatemala, Honduras, Nicarágua, Panamá e Porto Rico), Caribe (Anguila, Antígua e Barbuda, Aruba, Baamas, Barbados, Bonaire, Santo Eustáquio, Sabá, Ilhas Caimã, Cuba, Curaçau, Domínica, República Dominicana, Granada, Guadalupe, Haiti, Jamaica, Martinica, Monserrate, São Bartolomeu, São Cristóvão e Neves, Santa Lúcia, São Martinho (francês), São Vicente e Granadinas, São Martinho (neerlandês), Trindade e Tobago, Ilhas Turcas e Caicos, Ilhas Virgens Britânicas e Ilhas Virgens Americanas), América do Sul (Brasil, Colômbia, Guiana, Guiana Francesa, Suriname e Venezuela), e na África Ocidental (Camarões, Gabão, Guiné Equatorial (ilhas de Bioco e Ano-Bom), Nigéria e São Tomé e Príncipe), além do território britânico ultramarino de Santa Helena, Ascensão e Tristão da Cunha. No Brasil, há registros nos estados de Alagoas, Amapá, Bahia, Ceará, Espírito Santo (Trindade e Martim Vaz), Maranhão, Paraná, Paraíba, Pará, Pernambuco (Fernando de Noronha e São Pedro e São Paulo), Piauí, Rio Grande do Norte (Atol das Rocas), Rio de Janeiro, Santa Catarina, Sergipe e São Paulo. Habita entre 10 e 128 metros de profundidade, com maior frequência em ambientes recifais e sobre substratos consolidados.

## Ecologia
Cephalopholis furcifer alimentam-se predominantemente de zooplâncton, camarões, copépodes, tunicados pelágicos, medusas, ctenóforos, larvas de peixes pelágicas e, ocasionalmente, pequenos peixes. Apresenta protoginia, com o comprimento médio para a primeira maturação gonadal estimado em 16 centímetros. A transição de fêmea para macho ocorre em parte da população quando os indivíduos atingem cerca de 20 centímetros de comprimento total.

## Conservação
A Lista Vermelha da União Internacional para a Conservação da Natureza (UICN) classifica Cephalopholis furcifer como pouco preocupante (LC), pois tem ampla distribuição, habita recifes e pode ser muito abundante em partes de sua área de distribuição. Além disso, não há grandes ameaças conhecidas. Em 2018, foi igualmente classificada como pouco preocupante (LC) no Livro Vermelho da Fauna Brasileira Ameaçada de Extinção do Instituto Chico Mendes de Conservação da Biodiversidade (ICMBio).
Em sua área de distribuição no Brasil, Cephalopholis furcifer está presente em várias áreas de conservação:
Reserva Biológica (Rebio)
- Atol das Rocas

Reserva de Vida Silvestre (Revis)
- Arquipélago de Alcatrazes

Área de Proteção Ambiental (APA)
- Costa dos Corais
- Arquipélago de Trindade e Martim Vaz
- Litoral Centro
- Litoral Norte

Parque Estadual (PE)
- Laje de Santos

Parque Nacional (PARNA)
- Fernando de Noronha
- Abrolhos

### População
Cephalopholis furcifer é amplamente distribuída e geralmente abundante, especialmente em ilhas costeiras. No Golfo do México, é uma das espécies de peixe mais frequentes no Santuário Marinho Nacional Flower Garden Banks. Em Cuba, sua presença é comum, embora não numerosa. Nas ilhas de São Tomé e Príncipe, na costa ocidental da África, forma grandes cardumes ao redor de ilhotas e é relativamente comum em recifes rasos. No Brasil, no entanto, é raramente registrada em levantamentos subaquáticos realizados em locais como o Rio de Janeiro, o Banco de Abrolhos, as ilhas da Trindade, Laje de Santos e Fernando de Noronha. Pesquisas conduzidas entre 12 e 24 metros de profundidade nos recifes do Baixo-Sul da Bahia registraram densidades muito baixas da espécie, com apenas 0,003 indivíduos por 100 metros quadrados e frequência de ocorrência de 0,14%. Em ilhas costeiras do Espírito Santo, observou-se densidade média de 0,02 indivíduos por 40 metros quadrados, enquanto na ilha oceânica de Trindade a densidade média foi de 0,96 indivíduos por 40 metros quadrados, com frequência de 11,5%.